# Tipula (Platytipula) spenceriana
Tipula (Platytipula) spenceriana is een tweevleugelige uit de familie langpootmuggen (Tipulidae). De soort komt voor in het Nearctisch gebied.